# Комаров, Игорь Алексеевич
Игорь Алексеевич Комаров (5 июля 1927, Ленинград — 26 декабря 1981, там же) — советский пианист, профессор Ленинградской консерватории. Заслуженный артист РСФСР (1981).

## Биография
Игорь Алексеевич Комаров родился 5 июля 1927 года в Ленинграде.
Заниматься музыкой Игорь начал, когда ему было девять лет. Его первым учителем был его отец, который не был профессиональным музыкантом. Вскоре Игорь поступил в районную музыкальную школу «Дом художественного воспитания детей» (впоследствии Дом пионеров Петроградского района г. Ленинграда) и потом перешёл в 4-й класс специальной музыкальной школы- десятилетки при консерватории в класс Т. Б. Румшевич.
В 1941 году занятия музыкой были прерваны войной и эвакуацией. Игорь и его сестра прожили в Муроме три года вдали от родителей, у дальних родственников. По ходатайству школьной пионервожатой Игорю разрешили играть на пианино в Красном уголке школы, без учителя, и почти без нот. В эвакуации Игорь закончил среднюю школу и получил аттестат, сдав экзамены за среднюю школу экстерном.
Вернувшись в Ленинград, Игорь поступил на последний четвёртый курс музыкального училища им. Римского-Корсакова. За год он подготовился к поступлению в консерваторию, куда был принят в класс профессора С. И. Савшинского.
В 1950 году Комаров был по распределению направлен в Киев, где проработал три года преподавателем на кафедре специального фортепиано в Киевской консерватории. В это время он начал исполнительскую деятельность (которая продолжалась более тридцати лет), выступления в Киевской филармонии, на радио и по телевидению. Также он начал записываться на Киевском радио.
Осенью 1952 года Комаров поступил в аспирантуру Ленинградской консерватории в класс В. В. Нильсена, продолжателя школы Н. И. Голубовской.
С 1956 года И. А. Комаров преподавал на кафедре специального фортепьяно в Ленинградской консерватории. В 1967 году он был утверждён в звании доцента, в 1973 году занял должность профессора и заведующего одной из кафедр специального фортепьяно.
В 1981 году Комаров получил звание Заслуженный артист РСФСР.

## Концертная деятельность
Игорь Алексеевич Комаров давал концерты в разных частях СССР: на Украине и в Прибалтике, на Крайнем Севере и Дальнем востоке, в республиках Закавказья и Средней Азии. Рецензии на его выступления регулярно публиковались в областных газетах. В гастрольных поездках он давал открытые уроки, консультации и лекции. Список лекций включал тридцать тем, таких как «Методика и её роль в организации музыкальной речи …», «О воспитании музыкального мышления и художественного воображения», «Об интуиции и интеллекте — мнимое противоречие, прочное противопоставление». Профессор Московского Института им. Гнесиных А. Александров писал о Комарове: «Его многогранная деятельность артиста, педагога, просветителя, протекшая не только в Ленинграде, а и по всей стране, явилась высокоценным вкладом в развитие отечественной фортепьянной школы».
Комаров регулярно выступал в главных концертных залах Ленинграда, начиная с конца 1950х годов, ещё будучи аспирантом, в Малом зале Ленинградской консерватории, а начиная с конца 1950-х годов, в Большом и Малом залах Ленинградской филармонии. Доктор искусствоведения И. Розанов писал  « …своей одухотворённой игрой, глубоким проникновением в тайны искусства, артистической увлечённостью он снискал любовь многочисленной аудитории. Без его имени невозможно себе представить жизнь музыкального Ленинграда за последние тридцать лет. Большой и Малый залы всегда были переполнены, когда играл Игорь Комаров».
Помимо сольной концертной деятельности И. А. Комаров участвовал в ансамблевых выступлениях с такими дирижёрами, как А. К. Янсонс, К. И. Элиасберг, Д. И. Кахидзе, Г. Провоторов, Э. П. Грикуров, В. Жорданбия, Л. Сагрестано и др.

## Репертуар и архивы И. А. Комарова
Репертуар Комарова включал более 600 произведений различных стилей и жанров — от пьес французских клавесинистов, и Баха до сочинений Прокофьева и Шостаковича. И. Розанов писал, что «О масштабах его творческих и пианистических возможностей говорит исполнение таких монументальных произведений музыкальной литературы, как соната N 29 Бетховена, Соната Си минор Листа, сонаты и все этюды Шопена. Как считал сам музыкант, центральное место в его репертуаре занимали Шопен и Бетховен.
При жизни пианиста не вышло ни одной пластинки с записями его исполнений. Три пластинки вышли посмертно — в 1983, 1986 и 1991 годах.
В 2010-х годах появилась серия компактных дисков фирмы Мелодия «The Great Piano Music of the World», которая включает в себя архивные записи исполнений И.Комаровым произведений Дебюсси, Рахманинова и Мусоргского.
Архивы И. А. Комарова были переданы Еленой Михайловной Комаровой, его вдовой, в Санкт-Петербургский государственный музей театрального и музыкального искусства.
В 1992 году издательство «Композитор» посмертно опубликовало сборник И. Комаров О фортепьянной педагогике и исполнительстве. В сборник вошли некоторые статьи Комарова и "Заметки об этюдах Шопена", а также доклад Комарова «Задачи и пути профессионального воспитания пианистов в консерватории», который наиболее полно излагает его педагогические принципы.